# Деружинский, Аверьян Сафонович
Аверья́н Сафо́нович Деружи́нский (бел. Авяр'я́н Сафо́навіч Дзеружы́нскі; 10 июня 1919 — 4 января 2002) — белорусский советский поэт, журналист. Член Союза писателей СССР (1964). Лауреат Литературной премии им. Я. Мавра (2002).

## Биография
Родился 10 июня 1919 года в крестьянской семье в д. Хлевно Кормянского района Гомельской области.
Окончил Могилёвский газетный техникум (1937), затем Коммунистический институт журналистики в Минске (1941).
Во время Великой Отечественной войны — корреспондент и сотрудник газет в Красноярском крае, Калининской области, Москве. В 1945—1949 годах — заведующий отдела газеты «Чырвоная змена». С 1949 года — редактор издательства «Беларусь», с 1972 года — издательства «Мастацкая літаратура», в 1981—1984 годах — издательства «Юнацтва».

## Творчество
Известен как детский писатель. Многие стихотворения А. С. Деружинского положены на музыку («Мінскі вальс», «Дзявочая лірычная», «Песня аб Мінску», «Нездаровіцца», «Сабірайся ў госці, мой дзядок», «Мяцеліца»).

### Поэтические сборники
- бел. «Песні маладосці» («Песни молодости») (1959)
- бел. «Калінавы цвет» («Калиновые цветы») (1961)
- бел. «Смешкі і пацешкі : вершы» («Смешки и потешки : стихи») (2010)

### Поэтические сборники для детей
- бел. «Цуды ёсць на свеце» («Чудеса на свете есть») (1960)
- бел. «Дзе жыве зіма» («Где живёт зима») (1962)
- бел. «Карагод» («Карусель») (1963) (художник М. Бельский)
- бел. «Ляцелі дзве птушкі» («Летели две птицы») (1964)
- бел. «Яе завуць Каця» («Её зовут Катя») (1965)
- бел. «Кую-кую ножку» («Кую-кую ножку») (1967)
- бел. «Смешкі і пацешкі» («Смешки и потешки») (1968)
- бел. «Добры ветрык» («Добрый ветрик») (1969)
- бел. «Чабарок» («Чаборик») (1970)
- бел. «Ластаўкі» («Ласточки») (1971)
- бел. «Бегунок» («Бегунок») (1972)
- бел. «Каласок» («Колосок») (1975)
- бел. «Конікі-будаўнікі» («Кузнечики-строители») (1977)
- бел. «Цягнікі-працаўнікі» («Поезда-труженики») (1978)
- бел. «Добрае сэрца» («Доброе сердце») (1980)
- бел. «Касмічны агарод» («Космический огород») (1981)
- бел. «Той, хто працуе...» («Тот, кто трудится…») (1984)
- бел. «Працалюбы» («Трудолюбы») (1987)
- бел. «Залаты каласок» («Золотой колосок») (1989)
- бел. «Жывая азбука» («Живая азбука») (1995)
- бел. «Азбукі» («Азбуки») (1997)
- бел. «Вернасць» («Верность») (1998)
- бел. «Хлеб-хлябок» («Хлеб-хлебушек») (1999)

### Юмор, сатира
- бел. «Бярозавы вецер : Лірыка і гумар» («Берёзовый ветер : Лирика и юмор») (1990)
- бел. «Мая жонка — весялуха : Гумар і сатыра» («Моя жена — веселуха : Юмор и сатира») (1997)

### Избранное
- бел. «Вясёлікі» («Весёлики») (1979)
- бел. «Вясёлікі» («Весёлики») (1979)

### В переводе на русский язык
- Деружинский, А. С. Птичьи голоса / А. С. Деружинский; художник В. Тихонович. — Минск : Беларусь, 1966. — 29 с.
- Деружинский, А. С. Добрый ветерок / А. С. Деружинский; Авториз. пер. с белорус. И. Бурсова ; Худож. Е. Лось. — Минск : Мастацкая літаратура, 1974. — 144 с.
- Деружинский, А. С. Времена года : стихи / А. С. Деружинский; Художник Е. Жилин. — Минск : Мастацкая літаратура, 1979. — 6 с.
- Деружинский, А. С. Шел по улице трамвай : Стихи, шутки, сказки / А. С. Деружинский; Пер. с белорус. П. Серебряков; Худож. В. Савич. — Москва : Детская литература, 1988. — 56 с.